# Condo-hotel

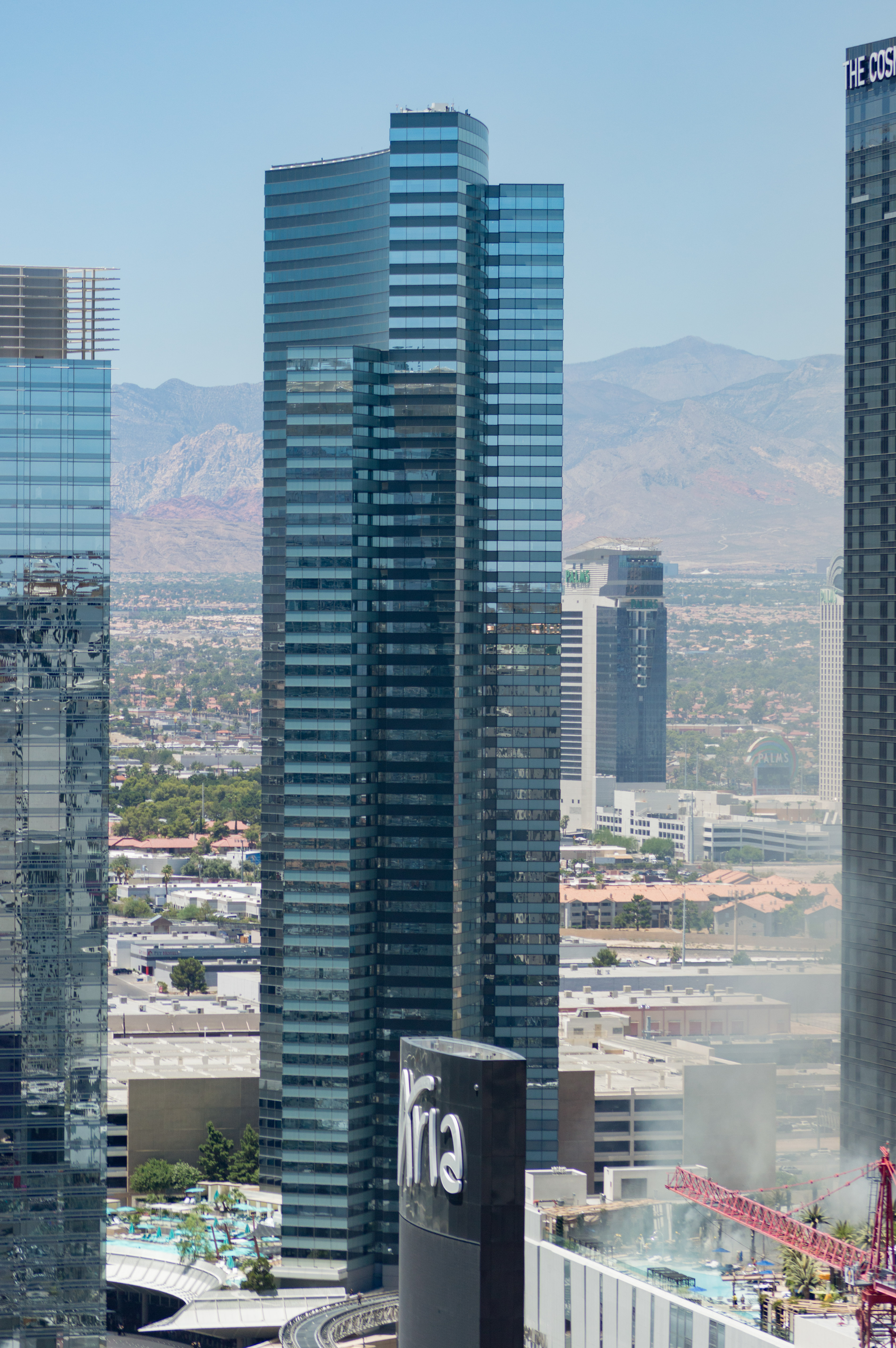
Vdara Hotel & Spa, em Las Vegas, é um exemplo de condo-hotel

Um condo-hotel, também conhecido como condotel, hotel-condo ou um contel, é um edifício que é legalmente um condomínio, mas que é operado como um hotel, oferecendo aluguéis de curto prazo, e que mantém uma recepção. 
Os condo-hotéis são tipicamente edifícios altos desenvolvidos e operados como hotéis de luxo, geralmente nas principais cidades e resorts.  Estes hotéis têm unidades de condomínio que permitem que alguém possua uma casa de férias de serviço completo. Quando eles não estão usando esta casa, eles podem aproveitar o marketing e gerenciamento feito pela cadeia de hotéis para alugar e gerenciar a unidade do condomínio, como faria com qualquer outro quarto de hotel. 

## Localização
Embora não seja uma lista completa, os locais mais populares nos EUA para hotéis em condomínios incluem: Aspen, Chicago, Miami, Fort Lauderdale, Las Vegas Valley, Nova York, Myrtle Beach, na Carolina do Sul e Orlando, Flórida. Os condo -hotéis também são encontrados em resorts de esqui e destinos internacionais, como Jaco, Costa Rica. Os investidores gastaram cerca de US$ 250 milhões em hotéis-condo em 2006, com grande parte dos gastos concentrados em áreas de resorts. 

## Custos
Observe que analisar a economia de uma unidade de hotel-condomínio é extremamente difícil devido ao desafio de obter informações precisas sobre o fluxo de renda potencial. Os desenvolvedores uniformemente não fornecem dados ou estimativas importantes para as taxas de ocupação ou níveis de ocupação por medo de se enquadrarem nos regulamentos de investimentos da SEC (Comissão de Valores Mobiliários dos Estados Unidos), ao contrário dos regulamentos imobiliários . 